# Akif Aydin

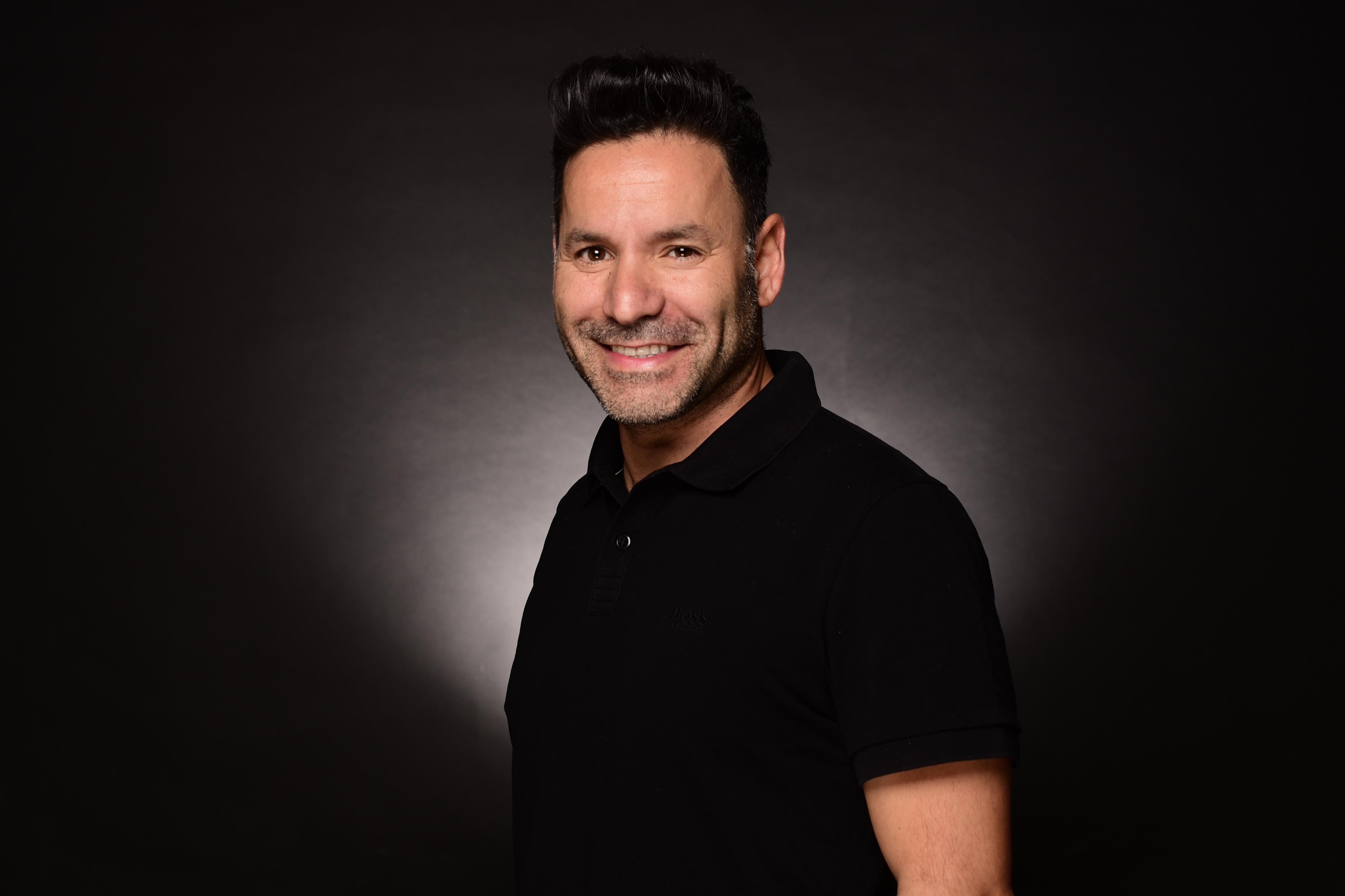
Akif Aydin (2022)

Akif Aydin (* 1978 in Wolfenbüttel) ist ein deutscher Schauspieler und Reporter mit türkischen Wurzeln, vor allem bekannt für seine Arbeit bei der Fernsehsendung Galileo.

## Leben
Aydin wuchs in seinem Geburtsort Wolfenbüttel auf. Nach dem Abitur studierte er Wirtschaftsrecht. Dies brach er jedoch nach dem Vordiplom zu Gunsten eines Studiums an der Freien Schauspielschule Hamburg ab.
Es folgten Theaterengagements, unter anderem am Ohnsorg-Theater in Hamburg, und einige Auftritte in Film und Fernsehen. Seit Oktober 2012 ist er als Reporter für Galileo – Mission Wissen Weltweit auf ProSieben zu sehen; dort bereist er verschiedene Länder rund um den Globus, um die „härtesten Jobs, die coolsten Mottoparks oder die größten Umweltsünden“ zu entdecken (Eigenbeschreibung auf ProSieben.de).
Akif Aydin lebt in Hamburg.

## Filmografie
- 2005: Das Mädchen und die Seife  (Kurzfilm)
- 2005: 7 Zwerge – Der Wald ist nicht genug (Kino)
- 2006: I Remember (Kurzfilm)
- 2006: Brennendes Herz (TV-Film)
- 2006: GSG 9 – Ihr Einsatz ist ihr Leben: Schicksalsschlag (TV-Serie)
- 2007: Glücksrad (Kurzfilm)
- 2008: A sui tuoi passi / Auf Deinen Spuren (TV-Film)
- 2009: Großstadtrevier: Knochenbrecher (TV-Serie)
- 2010: Notruf Hafenkante: Der große Bluff (TV-Serie)[2]